# Schlotheimia subsinuata
Schlotheimia subsinuata är en bladmossart som beskrevs av Geheeb och Georg Ernst Ludwig Hampe 1881. Schlotheimia subsinuata ingår i släktet Schlotheimia och familjen Orthotrichaceae. Inga underarter finns listade i Catalogue of Life.